# Cortefiel
A Cortefiel (Grupo Cortefiel) Spanyolország második legnagyobb ruházati vállalata a világelső Inditex után. Utóbbi céggel állandó versenyben állnak. 
Jelenleg a csoport 57 országban van jelen, és 1593 üzletet üzemeltet világszerte.

## Történet
A Grupo Cortefiel története 1880-ig nyúlik vissza, ekkor nyitottak ugyanis kis üzletet a Garcia-Quirós testvérek Madridban.

1945-ben kezdődött meg a férfi ruhák tömeggyártása, és ekkor jelent meg a Cortefiel márkanév is. 1968-tól kezdve a termékeket már külföldön is lehetett kapni. 
 1980-ban létrejött a Grupo Cortefiel.

1988-ban alapították meg a mára leghíresebb márkájukat, a Springfield-et, mely újfajta kereskedelmi stratégiát indított el.

1993-ban a Cortefiel Csoport megkezdte a nemzetközi terjeszkedést, s jelenleg több, mint 1500 üzletet üzemeltet a világ szinte minden táján.

## Márkák

### Cortefiel
A legrégebbi márka a csoportban, mely a nevét is viseli a vállalatnak. Jelenleg a spanyol divatipar egyik vezető márkája, célközönsége főként a 18-49-es korosztály. A Cortefiel állandóan bővül: 2010-ben 262 üzlettel rendelkezett 46 országban.

Magyarországon azonban nem üzemeltet üzleteket.

### Pedro del Hierro
Ennek a márkának közel harmincéves története van, a Cortefielhez azonban csak 1989-ben csatlakozott. Kezdetben egy üzletben lehetett kapni a többi márkával, 1999-től kezdve azonban önálló üzleteket kezdett működtetni. Jelenleg 18 üzletben kaphatóak termékei, Magyarországon nem.

### Springfield (SPF)
A Springfield egy 1988-ban alapított divatmárka. Azért jött létre, hogy a fiatalok igényeit elégítse ki. Először csak férfi termékeket forgalmazott. 2006-ban azonban kijöttek az első női kollekciók is. Magyarországon is népszerű márkának számít.

### women'secret
1993-ban jött létre a women'secret, női fehérneműket forgalmazva. Ma már nem csak nőknek, kisgyermekeknek is forgalmazzák termékeiket. A márka a felső-középosztálybeli nőknek szól.

## Üzletek
| - Belgium: 6 üzlet - Ciprus: 5 üzlet - Csehország: 2 üzlet - Egyesült Arab Emírségek: 4 üzlet - Egyiptom: 2 üzlet - Franciaország: 13 üzlet - Jordánia: 1 üzlet - Lengyelország: 2 üzlet - Libanon: 2 üzlet - Malajzia: 2 üzlet - Marokkó: 2 üzlet - Mexikó: 6 üzlet - Portugália: 38 üzlet - Románia: 1 üzlet - Spanyolország: 261 üzlet - Szaúd-Arábia: 7 üzlet - Szerbia: 2 üzlet - Szingapúr: 1 üzlet | - Egyesült Arab Emírségek: 1 üzlet - Libanon: 1 üzlet - Spanyolország: 19 üzlet - Szaúd-Arábia: 1 üzlet - Szingapúr: 1 üzlet |  |